# Scutellaria pseudoserrata
Scutellaria pseudoserrata är en kransblommig växtart som beskrevs av Carl Clawson Epling. Scutellaria pseudoserrata ingår i Frossörtssläktet som ingår i familjen kransblommiga växter. Inga underarter finns listade i Catalogue of Life.